# マッツ・エック
マッツ・エック（Mats Ek, 1945年4月18日 - ）は、スウェーデンのバレエ・ダンス振付家。
スウェーデンのマルメ生まれ。父親はスウェーデン王立劇場の俳優アンドレス・エック、母親はスウェーデンの国民的なバレリーナでありコレオグラファーのビルギット・クルベリ（その偉業を称えて国立バレエ団はクルベリ・バレエ団に改称された）。映画監督の助手を経験したのち、母親が芸術監督を務めるクルベリ・バレエ団に入団、以来多くの振付を行う。
エック振付作品の特筆すべき特徴は古典の新解釈にあり、エックの「ジゼル」では第2幕が精神病院を舞台に展開し、また、「眠りの森の美女」でオーロラは薬物中毒で男を渡り歩くという解釈をしている。またパリ・オペラ座のために振付けた「アパルトマン」ではオーブンのなかから黒焦げになった赤ん坊を取り出すという衝撃的なマイムがあり、嫌悪感や苦手意識を持つ人間も少なくはないが、ヨーロッパでは「風刺が効いている」「物語の本質を射ている」という高評価を得ている。奇抜な（と思われる）新解釈のみではなく、確かなバレエテクニックを基礎に新しい「ダンス」を創造し続ける、現代を代表するコレオグラファーのひとりである。